# Kumtepe, Reyhanlı
Kumtepe là một xã thuộc huyện Reyhanlı, tỉnh Hatay, Thổ Nhĩ Kỳ. Dân số thời điểm năm 2011 là 261 người.